# Агстериббе, Эстелла
Эстелла «Стелла» Агстериббе (6 апреля 1909 — 17 сентября 1943) — нидерландская гимнастка. В составе сборной Нидерландов по гимнастике завоевала золотую медаль на Олимпиаде 1928 года в своём родном Амстердаме.
Как и остальные члены сборной (Элька Де Леви, Хелена Нордхайм, Анна Дресден-Поляк и Юдика Симонс), а также тренер сборной Геррит Клиркофер, была еврейкой и подверглась преследованиям во время Второй мировой войны.
Погибла вместе со своим мужем, Самуэлем Блитцем, семилетней дочерью Нанни и трёхлетним сыном Альфредом в концентрационном лагере Освенцим.
В 1997 году вся сборная Нидерландов по гимнастике была включена в Международный еврейский спортивный зал славы.